# Fédération Française d’Athlétisme
Fédération Française d'Athlétisme – francuska narodowa federacja lekkoatletyczna. Federacja powstała w roku 1920. Siedziba FFA znajduje się w Paryżu. Federacja jest jednym z członków European Athletics. 